# Język południowoałtajski
Język południowoałtajski – jeden z języków ałtajskich, należący do kipczackiej gałęzi języków turkijskich. Jest językiem urzędowym w Republice Ałtaju obok rosyjskiego.
Pod względem fonetyczno-morofologicznym jest bardzo zbliżony do języka kirgiskiego. Przejawia się to w zbliżonych zasadach działania synharmonizmu i podobieństwie systemu spółgłosek, choć istnieją jednak pewne rozbieżności:
- kirgiskiemu Ж na początku wyrazów odpowiada ałtajskie Ј[3];
- brak dźwięcznych spółgłosek na początku wyrazów, za wyjątkiem Б;
- regularne udźwięcznienie spółgłosek pomiędzy samogłoskami.

Zgodnie z powszechnym spisem ludności z 2020 r. w Rosji, 68 700 ludzi zadeklarowało jako ojczysty "język ałtajski", którego forma literacka opiera się na południowych narzeczach.

## Pismo
Pierwsze pismo ałtajskie opierające się na rosyjskiej cyrylicy zostało opracowane przez misjonarzy w pierwszej połowie XIX wieku. W 1931 wprowadzono janalif, a od 1939 r. ponownie jest używany alfabet cyrylicki, nie wiele różniący się od stworzonego w XIX wieku. Wygląda następująco:
| А а | Б б | В в | Г г | Д д | Ј ј | Е е |
| Ё ё | Ж ж | З з | И и | Й й | К к | Л л |
| М м | Н н | Ҥ ҥ | О о | Ӧ ӧ | П п | Р р |
| С с | Т т | У у | Ӱ ӱ | Ф ф | Х х | Ц ц |
| Ч ч | Ш ш | Щ щ | Ъ ъ | Ы ы | Ь ь | Э э |
| Ю ю | Я я |     |     |     |     |     |